# Supercoupe de la CAF
La Supercoupe de la CAF, Total ou bien Orange, ou encore Supercoupe d'Afrique, est une compétition africaine de football organisée par la CAF.
Elle oppose le vainqueur de la Ligue des champions de la CAF au vainqueur de la Coupe d'Afrique des vainqueurs de coupe. Depuis la disparition de la Coupe d'Afrique des vainqueurs de coupe en 2004, le match fait s'opposer le vainqueur de la Ligue des champions de la CAF à celui de la Coupe de la confédération.
Al Ahly SC est le club le plus titré dans l'histoire de la compétition avec huit victoires.

## Histoire
Elle se joue en un seul match et sur le terrain du vainqueur de la Ligue des champions (exception en 1993, 1994, 1995 et 2007). Jusqu'en 2003, la Supercoupe d'Afrique opposait le vainqueur de la Ligue des champions de la CAF au vainqueur de la Coupe des coupes de la CAF. À la disparition de cette dernière, ce fut le vainqueur de la Coupe de la confédération qui prit la place.
À seulement cinq reprises, le vainqueur de la C1 s'est incliné dans cette compétition : le club ivoirien d'Africa Sport a battu les Marocains du Wydad AC lors de la première édition à Abidjan en 1993, les Tunisiens de l'ES Sahel ont battu le club marocain du Raja CA en 1997, le club marocain du Maghreb de Fès a battu les Tunisiens ES Tunis en 2012, le Raja CA et le Zamalek SC ont battu l'ES Tunis en 2019 et 2020.
Le Maghreb de Fès est le premier club vainqueur de la Coupe de la confédération à avoir remporté la Supercoupe de la CAF depuis que le vainqueur de la Ligue des champions de la CAF s'oppose au vainqueur de la Coupe de la confédération.

## Sponsor officiel
En juillet 2016, Total a annoncé avoir passé un accord de sponsoring avec la Confédération africaine de football. Total est désormais le « sponsor titre » des compétitions organisées par la CAF. L’accord vaut pour les huit prochaines années et concernera les dix principales compétitions organisées par la CAF, dont la Supercoupe de la CAF, qui est désormais baptisée « Supercoupe de la CAF Total ».

## Palmarès

### Palmarès par édition
| Édition         | Vainqueur         | Score                 | Finaliste       | Lieu                                                        | Notes  |
| --------------- | ----------------- | --------------------- | --------------- | ----------------------------------------------------------- | ------ |
| 1993            | Africa Sports     | 2-2 a.p. (5-3 t.a.b.) | Wydad AC        | Stade Houphouët-Boigny, Abidjan, Côte d'Ivoire              | [ 2 ]  |
| 1994            | Zamalek SC        | 1-0                   | Al Ahly SC      | FNB Stadium, Johannesbourg, Afrique du Sud                  | [ 3 ]  |
| 1995            | ES Tunis          | 3-0                   | DC Motema Pembe | Stade d'Alexandrie, Alexandrie, Égypte                      | [ 4 ]  |
| 1996            | Orlando Pirates   | 1-0                   | JS Kabylie      | FNB Stadium, Johannesbourg, Afrique du Sud                  | [ 5 ]  |
| 1997            | Zamalek SC (2)    | 0-0 a.p. (4-2 t.a.b.) | Al Moqaouloun   | Stade international du Caire, Le Caire, Égypte              | [ 6 ]  |
| 1998            | ES Sahel          | 2-2 a.p. (4-2 t.a.b.) | Raja CA         | Stade Mohammed-V, Casablanca, Maroc                         | [ 7 ]  |
| 1999            | ASEC Mimosas      | 3-1 a.p.              | ES Tunis        | Stade Félix Houphouët-Boigny, Abidjan, Côte d'Ivoire        | [ 8 ]  |
| 2000            | Raja CA           | 2-0                   | Africa Sports   | Stade Mohammed-V, Casablanca, Maroc                         | [ 9 ]  |
| 2001            | Hearts of Oak     | 2-0                   | Zamalek SC      | Kumasi Sports Stadium, Kumasi, Ghana                        | [ 10 ] |
| 2002            | Al Ahly SC        | 4-1                   | Kaizer Chiefs   | Stade international du Caire, Le Caire, Égypte              | [ 11 ] |
| 2003            | Zamalek SC (3)    | 3-1                   | Wydad AC        | Stade international du Caire, Le Caire, Égypte              | [ 12 ] |
| 2004            | Enyimba FC        | 1-0                   | ES Sahel        | Aba Stadium, Aba, Nigeria                                   | [ 13 ] |
| 2005            | Enyimba FC (2)    | 2-0 a.p.              | Hearts of Oak   | Aba Stadium, Aba, Nigeria                                   | [ 14 ] |
| 2006            | Al Ahly SC (2)    | 0-0 a.p. (4-2 t.a.b.) | AS FAR          | Stade international du Caire, Le Caire, Égypte              | [ 15 ] |
| 2007            | Al Ahly SC (3)    | 0-0 a.p. (5-4 t.a.b.) | ES Sahel        | Stade d'Addis-Abeba, Addis-Abeba, Éthiopie                  | [ 16 ] |
| 2008            | ES Sahel (2)      | 2-1                   | CS sfaxien      | Stade olympique de Radès, Radès, Tunisie                    | [ 17 ] |
| 2009            | Al Ahly SC (4)    | 2-1                   | CS sfaxien      | Stade international du Caire, Le Caire, Égypte              | [ 18 ] |
| 2010            | TP Mazembe        | 2-0                   | Stade malien    | Stade Kibasa Maliba, Lubumbashi, RD Congo                   | [ 19 ] |
| 2011            | TP Mazembe (2)    | 0-0 (9-8 t.a.b.)      | Fath US         | Stade Frederic Kibassa Maliba, Lubumbashi, RD Congo         | [ 20 ] |
| 2012            | Maghreb AS        | 1-1 (4-3 t.a.b.)      | ES Tunis        | Stade olympique de Radès, Radès, Tunisie                    | [ 21 ] |
| 2013            | Al Ahly SC (5)    | 2-1                   | AC Léopards     | Stade Borg Al Arab, Alexandrie, Égypte                      | [ 22 ] |
| 2014            | Al Ahly SC (6)    | 3-2                   | CS sfaxien      | Stade international du Caire, Le Caire, Égypte              | [ 23 ] |
| 2015            | ES Sétif          | 1-1 (6-5 t.a.b.)      | Al Ahly SC      | Stade Mustapha Tchaker, Blida, Algérie                      | [ 24 ] |
| 2016            | TP Mazembe (3)    | 2-1                   | ES Sahel        | Stade TP Mazembe, Lubumbashi, RD Congo                      |        |
| 2017            | Mamelodi Sundowns | 1-0                   | TP Mazembe      | Lucas Masterpieces Moripe Stadium, Pretoria, Afrique Du Sud |        |
| 2018            | Wydad AC          | 1-0                   | TP Mazembe      | Stade Mohammed-V, Casablanca, Maroc                         |        |
| 2019            | Raja CA (2)       | 2-1                   | ES Tunis        | Stade Jassim-bin-Hamad, Doha, Qatar                         |        |
| 2020            | Zamalek SC (4)    | 3-1                   | ES Tunis        | Stade Jassim-bin-Hamad, Doha, Qatar                         |        |
| 2021 (mai)      | Al Ahly SC (7)    | 2-0                   | RS Berkane      | Stade Jassim-bin-Hamad, Doha, Qatar                         |        |
| 2021 (décembre) | Al Ahly SC (8)    | 1-1 (6-5 t.a.b.)      | Raja CA         | Stade Ahmed bin Ali,Doha, Qatar                             |        |
| 2022            | RS Berkane        | 2-0                   | Wydad AC        | Stade Moulay-Abdallah Rabat, Maroc                          |        |
| 2023            | USM Alger         | 1-0                   | Al Ahly SC      | Stade King Fahd, Taïf,Arabie Saoudite                       |        |
| 2024            | Zamalek SC (5)    | 1-1 (4-3 t.a.b.)      | Al Ahly SC      | Kingdom Arena, Ryad,Arabie Saoudite                         |        |

Légende
|  | Vainqueur de la C1 africaine |
|  | Vainqueur de la C2 africaine |
|  | Vainqueur de la C3 africaine |

### Palmarès par club
| Rang | Club                  | Victoires | Finales perdues | Années de victoires                            |
| ---- | --------------------- | --------- | --------------- | ---------------------------------------------- |
| 1    | Al Ahly SC            | 8         | 4               | 2002, 2006, 2007, 2009, 2013, 2014, 2021, 2021 |
| 2    | Zamalek SC            | 5         | 1               | 1994, 1997, 2003, 2020, 2024                   |
| 3    | TP Mazembe            | 3         | 2               | 2010, 2011, 2016                               |
| 4    | ES Sahel              | 2         | 3               | 1998, 2008                                     |
| 5    | Raja CA               | 2         | 2               | 2000, 2019                                     |
| 6    | Enyimba FC            | 2         | 0               | 2004, 2005                                     |
| 7    | ES Tunis              | 1         | 4               | 1995                                           |
| 8    | Wydad AC              | 1         | 3               | 2018                                           |
| 9    | Africa Sports         | 1         | 1               | 1993                                           |
| 9    | Hearts of Oak         | 1         | 1               | 2001                                           |
| 9    | RS Berkane            | 1         | 1               | 2022                                           |
| 12   | Orlando Pirates       | 1         | 0               | 1996                                           |
| 12   | ASEC Mimosas          | 1         | 0               | 1999                                           |
| 12   | Maghreb AS            | 1         | 0               | 2012                                           |
| 12   | ES Sétif              | 1         | 0               | 2015                                           |
| 12   | Mamelodi Sundowns     | 1         | 0               | 2017                                           |
| 12   | USM Alger             | 1         | 0               | 2023                                           |
| 18   | CS sfaxien            | 0         | 3               |                                                |
| 19   | DC Motema Pembe       | 0         | 1               |                                                |
| 19   | Al Moqaouloun al-Arab | 0         | 1               |                                                |
| 19   | JS Kabylie            | 0         | 1               |                                                |
| 19   | AS FAR                | 0         | 1               |                                                |
| 19   | Fath US               | 0         | 1               |                                                |
| 19   | Kaizer Chiefs         | 0         | 1               |                                                |
| 19   | Stade malien          | 0         | 1               |                                                |
| 19   | AC Léopards           | 0         | 1               |                                                |

### Palmarès par nation
| Rang | Pays                             | Victoires | Finales perdues | Clubs vainqueurs                                          |
| ---- | -------------------------------- | --------- | --------------- | --------------------------------------------------------- |
| 1    | Égypte                           | 13        | 6               | Al Ahly SC (8), Zamalek SC (5)                            |
| 2    | Maroc                            | 5         | 8               | Raja CA (2), Wydad AC (1), Maghreb AS (1), RS Berkane (1) |
| 3    | Tunisie                          | 3         | 10              | ES Sahel (2), ES Tunis (1)                                |
| 4    | République démocratique du Congo | 3         | 3               | TP Mazembe (3)                                            |
| 5    | Algérie                          | 2         | 1               | ES Sétif (1), USM Alger (1)                               |
| 5    | Afrique du Sud                   | 2         | 1               | Orlando Pirates (1), Mamelodi Sundowns (1)                |
| 5    | Côte d'Ivoire                    | 2         | 1               | ASEC Mimosas (1), Africa Sports (1)                       |
| 8    | Nigeria                          | 2         | 0               | Enyimba FC (2)                                            |
| 9    | Ghana                            | 1         | 1               | Hearts of Oak (1)                                         |
| 10   | Cameroun                         | 0         | 1               | Union Douala (0)                                          |
| 10   | Mali                             | 0         | 1               | Stade malien (0)                                          |
| 10   | République du Congo              | 0         | 1               | AC Léopards (0)                                           |

## Statistiques
| Compétitions                            | Vainqueurs | Finalistes |
| --------------------------------------- | ---------- | ---------- |
| Ligue des champions de la CAF           | 24         | 8          |
| Coupe d'Afrique des vainqueurs de coupe | 2          | 9          |
| Coupe de la confédération               | 6          | 15         |